# جویزلی (ایسجه‌حصار)
جویزلی (به ترکی استانبولی: Cevizli) یک منطقهٔ مسکونی در ترکیه است که در ایسجه‌حصار واقع شده‌است.